# 1-й Августовский кавалерийский полк
1-й Августовский конный полк-конный отряд Войска Польского.
Полк был сформирован из 50-й конницы. 20 января 1831 года переведен в штат армии. В 1831 году отряд участвовал в польско-русской войне. Польский злотый и 19 серебряных крестов были награждены солдатами полка.

## Солдаты Августовского Полка

### Командиры Полка
подполковник Франц Коско (9 марта 1831; 1 августа 1831 произведен в полковники)
подполковник Елеазар Аполлинарий Тишка (24 сентября 1831)

### Кавалеры золотого креста ордена войска польского
подполковник Елеазар Аполлинарий Тишка (17 сентября 1831)
капитан Матвей Кунцевич (17 сентября 1831)
лейтенант Ян Белинский (15 марта 1831)
лейтенант Адам Колачковский (25 мая)
лейтенант Игнатий Мостовский (3 октября 1831)
лейтенант Карл Шмидт (3 октября 1831)
Улановский лейтенант Гиацинт (3 октября 1831)
лейтенант Владислав Вольмер (15 марта 1831)
подпоручик. Михаил Богуцкий (3 октября 1831)
подпоручик. Роман Ивановский (3 октября 1831)
подпоручик. Ян Козловский (15 марта 1831)
подпоручик. Антоний Палич (15 марта 1831)
подпоручик. Антоний Патек (3 октября 1831)
подпоручик. Михаил Творковский (3 октября 1831)
подпоручик. Юлиан Ушинский (3 октября 1831)

### Кавалеры серебреного креста ордена войска польского
унтер-офицер Эдуард долива (3 октября 1831)
унтер-офицер Рубин Голдберг (3 октября 1831)
унтер-офицер Джулиан Хилленберг (3 октября 1831)
унтер-офицер Юзеф Янковский (17 сентября 1831)
унтер-офицер Антон Янович (3 октября 1831)
унтер-офицер Ян Кордашевский (3 октября 1831)
унтер-офицер Марцин Ленчевский (15 марта 1831)
унтер-офицер Кшиштоф Селешинский (15 марта 1831)
унтер-офицер Антоний Тульский (3 октября 1831)
солдат Теодор Маковский (15 марта 1831)
унтер-офицер Людовик Вшеборовский (17 сентября 1831)
унтер-офицер Константин Зарусский (3 октября 1831)
солдат Марцин Каминьски (17 сентября 1831)
солдат Адам Кержинский (17 сентября 1831)
солдат Мацей Лиссовски (4 октября 1831)
солдат Станислав Стшельский (15 марта 1831)
солдат Ян Витковский (6 апреля 1831)
курсант Бронислава Чарновска (3 октября 1831)

## Бои полка
Полк участвовал в боях во время ноябрьского восстания.
Долгоносик (11 февраля),
Горохов (25 февраля),
Насельск (28 февраля),
Вавер (10 марта),
Лив (14 апреля),
Вышков (20 апреля),
Баранов (4 мая),
Минск (14 июля)
Варшава (6 и 7 сентября).